# Karl Ludwig von Troschke
Karl Ludwig von Troschke (* 24. Juli 1718 in Trebschen (Zülichau); † 30. Januar 1801 in Silberberg) war ein königlich-preußischer Generalleutnant und Chef des Infanterie-Regiments Nr. 50.
Seine Eltern waren der kursächsische Kammerherr Alexander von Troschke, auch Erbherr auf Schloss Trebschen und Schwarzmitz, sowie dessen Ehefrau Sophie Elisabeth von Kalkreuth.
Er wurde am 12. April 1731 Kadett in Berlin.
Er kam 1736 in preußischer Dienste und wurde am 21. Mai 1738 Gefreitenkorporal. Am 11. März 1739 wurde er Fähnrich im Füselier-Regiment Nr. 29 (Jung Borke). Im Ersten Schlesischen Krieg nahm er an der Schlacht bei Chotusitz teil. Am 24. Juli 1743 wurde er dann Seconde-Lieutenant. Während des Zweiten Schlesischen Krieges kämpfte er in den Schlachten bei Hohenfriedberg, Soor und Groß-Jägersdorf.
Am 6. Juni 1749 wurde er Premier-Lieutenant, am 3. Juli 1756 wurde er Stabshauptmann, am 7. Dezember 1758 Hauptmann und Kompaniechef und am 4. September 1759 Major. Während des Siebenjährigen Krieges hatte er an den Schlachten von Prag, Kolin, Kunersdorf sowie 1759 dem Vorstoß nach Rogasen teilgenommen.
Am 20. Mai 1765 wurde er Oberstleutnant und am 20. Mai 1771 Oberst. Kurz danach am 5. Juni 1771 wurde er Kommandeur des Infanterie-Regiments Nr. 49 (Schwarz). Aber schon am 1. November 1773 wurde er als Kommandeur in das neuerrichtete Infanterie-Regiments Nr. 54 (Rohr) versetzt. Am 25. November 1778 wurde er von Friedrich II. zum Chef des Infanterie-Regiments Nr. 50 (Rossieres) ernannt. Am 19. Juli 1779 wurde er Generalmajor und am 20. Mai 1787 wurde er zum Generalleutnant erhoben. Am 28. Dezember 1794 erhielt er seine Demission und eine Pension von 1200 Talern. Er starb unverheiratet am 30. Januar 1801 in Silberberg.